# Коко Ли
Ферен „Коко” Ли (кин: 李玟; Хонгконг, 17. јануар 1975 — Хонгконг, 5. јул 2023) била је хонгконшка музичарка, глумица, плесачица и певачица. Каријеру је започела у Хонгконгу, након чега је постала позната на Тајвану а потом и читавом свету. Издала је 16 студијских албума, два албума уживо и пет комилацијских албума.

## Биографија
Рођена је 17. јануара 1975. године у Хонгконгу. Мајке јој је из Хонгконга, а отац Кинез из Индонезије. Имала је две старије сестре: Ненси, глумицу из Хонг Конга која је касније постала и њен менаџер, и Керол. Отац јој је преминуо пре него што је рођена. Када је имала девет година, мајка је довела њу и њене сестре да живе у Сан Франциску.
Дана 27. октобра 2011. удала за канадског предузетника Бруса Роковица у Хонгконгу на јеврејској церемонији. На свадби су наступали Бруно Марс, Алиша Киз и Ne-Yo. Није имала биолошку децу, али је имала две одрасле пасторке из претходног брака свог супруга.
Рођена је са дефектом на левој нози. У доби од две године, подвргнута је операцији која није успела да исправи проблем, због чега се ослањала на десну ногу као ослонац већи део свог живота. Дана 8. марта 2023. открила је својим обожаваоцима на друштвеним мрежама да је имала операцију карлице и бутине у Хонгконгу, након што је изазвала стару повреду ноге током плесне вежбе у октобру 2022. Поделила је видео-снимке на којима поново учи како да хода.
Дана 2. јула 2023. покушала је да изврши самоубиство, након чега примљена је у Болницу Краљице Марије у несвесном стању. Умрла је у болници три дана касније, 5. јула 2023, у 48. години. Њена сестра, Ненси, открила је да ће сахрана бити одложена до августа због обдукције.

## Дискографија
Студијски албуми
- (1994)
- (1994)
- (1995)
- (1995)
- (1996)
- (1996)
- (1997)
- (1997)
- (1998)
- (1998)
- (1999)
- (1999)
- (2000)
- (2001)
- (2005)
- (2006)
- (2009)
- (2013)